# Zdravko Erjavec
Zdravko Erjavec, slovenski novinar
Medijsko pot na RTV Slovenija je začel leta 1976. Leta 1985 je pri Ajdi Kalan Lesjak, radijsko - televizijski napovedovalki in mentorici za govorno izreko končal večmesečno govorno izobraževanje. 
Delal je kot novinar, voditelj, dokumentalist in urednik Muzejske zbirke RTV Slovenija. Preizkusil se je kot radijski, televizijski in časopisni novinar. Muzejsko zbirko RTV SLO je na novo postavil v letih 2005 in 2006, svoje avtorsko in uredniško delo pa je leta 2008 dodatno podkrepil s postavitvijo stalne razstave: Tehnični pionirji RTV Slovenija. Zdravko Erjavec je januarja 2022 postal del ekipe TV Arena, kjer pripravlja in vodi novo TV oddajo Nostalgija. Zdravko Erjavec v oddajo vabi znane in uveljavljane slovenske pevce, medijske osebnosti in pomembne RTV-jevce, v oddajo prihajajo tudi različne druge osebnosti iz popularne kulture, gledališča, filma in s sveta športa.
Zdravko Erjavec je bil tesno povezan s poklicnimi RTV napovedovalci in tudi TV napovedovalkami. O govorcih je pisal portrete, intervjuje in članke vrsto let.